# Henrique V (peça teatral)

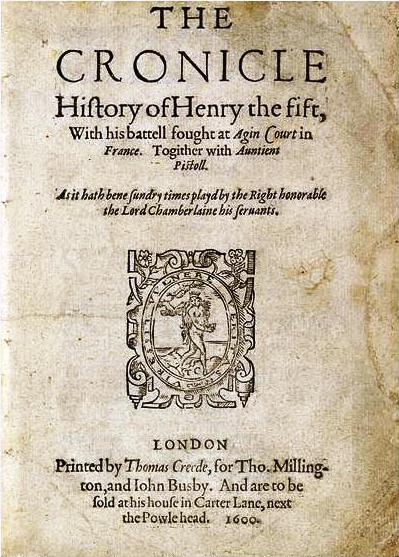
Capa da peça, datada do final do século XVI

Henrique V (em inglês, Henry V) é uma peça de teatro do gênero drama histórico, de autoria de William Shakespeare e baseada na vida de Henrique V, que reinou na Inglaterra na primeira metade do século XV. Acredita-se que a peça tenha sido escrita em 1599, e é a última parte de uma tetralogia formada por Richard II, Henry IV, Part 1 e Henry IV, Part 2.

## Histórico de encenações no Brasil
A primeira produção completa da peça foi realizada no Brasil em 2017 dentro do VIII Encontros com Shakespeare pelo Cena IV Shakespeare Cia em parceria com o Instituto Shakespeare do Brasil tendo o ator Gabriel Marin como o rei Henrique.
A peça, estreou em Agosto de 2017 e esteve na programação do Festival de Teatro de Curitiba de 2018, retornou aos palcos na edição de 2023 do próprio Encontros com Shakespeare e em apresentação especial no Theatro Municipal de São João da Boa Vista em 2024.

## Adaptações para o Cinema
O Rei (2015) - Baseado em várias peças de William Shakespeare, porém considera pouco fiel tanto historicamente como nas histórias das próprias peças. Dirigido e escrito por David Michôd, e estrelado por Timothée Chalamet, Sean Harris, Lily-Rose Depp, Robert Pattinson e Ben Mendelsohn.
Henrique V (1989) - Adaptação escrita e dirigida por Kenneth Branagh em sua estreia como diretor. Branagh assume o papel-título do rei Henrique V da Inglaterra, com Paul Scofield, Derek Jacobi, Ian Holm, Brian Blessed, Emma Thompson, Alec McCowen, Judi Dench, Robbie Coltrane e Christian Bale.
Henrique V (1944) - Produzido perto do final da Segunda Guerra Mundial foi parcialmente financiado pelo governo britânico com a ideia de divulgar a imagem da Grã-Bretanha. O filme foi originalmente "dedicado as tropas da Grã-Bretanha. O filme rendeu a Laurence Olivier um Oscar Honorário por "sua notável conquista como ator, produtor e diretor".